# Odložená platba
Odložená platba je specifický typ platby na e-shopu. Jde o způsob platby online s předem dohodnutými podmínkami mezi zákazníkem, prodejcem a poskytovatelem odložené platby. Zprostředkovatelem odložené platby bývá buď specializovaná služba nebo společnost, která tuto možnost e-shopu poskytuje, nebo samotný internetový obchod. Zákazník má možnost zaplatit za zboží v prodloužené lhůtě až po jeho převzetí. 
Odložená platba je alternativou kreditní karty, při níž není vlastnictví karty nutností a při které se naplatí při včasném zaplacení úroky. V zahraničí tento způsob plateb zpopularizovala švédská společnost Klarna.
V Česku nabízí odloženou platbu firmy Twisto a Skip Pay (původně MALL Pay). Tyto služby nabízejí zaplacení zboží do 14 dní bez poplatků (nebo až do 50 dní v případě ověřeného účtu Plus), doplňkové služby jako například prodlouženou záruku, platební kartu i věrnostní programy. 

## Jak odložená platba funguje
Rozdíl v nákupu přes odloženou platbu je v tom, že cenu produktu za zákazníka uhradí služba, která odloženou platbu zprostředkovává, a zákazník po prodloužené lhůtě zaplatí přímo jí, nikoli e-shopu. Zákazník musí projít schvalovacím procesem. Ten ale na rozdíl od bankovní půjčky probíhá výhradně online a během několika minut. Každá služba pracuje s vlastním scoringovým systémem, podle kterého určuje, jestli odloženou platbu zájemci poskytne.
Skip Pay
Skip Pay nabízí u vybraných e-shopů jednotnou možnost odložit platbu o 14 dní bez poplatků, chce tak nahradit dobírku. Pokud zákazník nezaplatí po uplynutí této lhůty, účtuje mu poplatek 100 korun za každých dalších 5 dní. Své nákupy a faktury může uživatel sledovat v Skip Pay webové i mobilní aplikaci. Platit lze stejně jako u Twista online platební kartou nebo převodem na účet.
Twisto
Twisto nabízí tři tarify služby: Online, Standard a Premium. Online účet je zdarma, ale bez platební karty, Twisto Standard stojí měsíčně 49 korun, podporuje Apple Pay, službu rozdělení účtu mezi více uživatelů Twisto Split a nabízí vlastní platební kartu. Účet Premium za 99 korun měsíčně zahrnuje kromě služeb tarifů online a standard navíc cestovní pojištění a výhodnější zahraniční platby. Při nákupu přes Twisto přijde uživateli ke konci měsíce vyúčtování, které má splatnost 14 dní a které lze za poplatek i prodloužit. Zaplatit je možné převodem na účet nebo jinou kartou.
Platím Pak
PlatímPak je třetím hráčem na tuzemském trhu s odloženými platbami. PlatímPak je služba, která umožňuje zákazníkům odložit platbu v e-shopu o 30 dnů. Částku uhradí Equa banka (pod níž Platím Pak spadá) a zákazník ji může do 30 dnů splatit bez jakýchkoliv poplatků a navýšení. 